# Rừng lá kim nhiệt đới và cận nhiệt đới

Phạm vi các khu vực rừng lá kim nhiệt đới và cận nhiệt đới

Rừng lá kim nhiệt đới và cận nhiệt đới là một kiểu sinh cảnh rừng nhiệt đới được xác định bởi Quỹ Thiên nhiên Thế giới. Những khu rừng này được tìm thấy chủ yếu ở Bắc và Trung Mỹ và những nơi có lượng mưa thấp và nhiệt độ thay đổi vừa phải. Rừng lá kim nhiệt đới và cận nhiệt đới được đặc trưng bởi các loài cây lá kim đa dạng, có các kim được điều chỉnh để đối phó với các điều kiện khí hậu thay đổi. Hầu hết các vùng sinh thái rừng lá kim nhiệt đới và cận nhiệt đới được tìm thấy ở các vùng sinh thái Cận Đông và Trung và Nam Mỹ, từ các quốc gia Trung Đại Tây Dương đến Nicaragua và trên Greater Antilles, Bahamas và Bermuda. Các khu rừng lá kim nhiệt đới và cận nhiệt đới khác phân bố ở châu Á. México có những khu rừng lá kim cận nhiệt đới và phức tạp nhất thế giới. Các khu rừng lá kim của Greater Antilles chứa nhiều loài đặc hữu và phân loại tương đối.
Nhiều loài chim và bướm di cư dành mùa đông trong các khu rừng lá kim nhiệt đới và cận nhiệt đới. Quần xã sinh vật này có một tán cây dày, khép kín, ngăn ánh sáng chiếu xuống dưới đất và cho phép ít cây bụi. Do đó, mặt đất thường được bao phủ bởi nấm và dương xỉ. Cây bụi và cây nhỏ mọc dưới góc cây đa dạng.